# Aerodinamika vjetroagregata

## Aerodinamika vjetroagregata
Primarna zadaća vjetroturbina je pretvoriti kinetičku energiju vjetra prvo u mehaničku energiju, a zatim u električnu. Stoga je aerodinamika iznimno važna s gledišta dobivanja energije kod vjetroturbina. Kao i kod mnogih drugih strojeva, postoji nekoliko tipova vjetroturbina koje se razlikuju prema načinu pretvaranja energije iz kinetičke energije fluida u mehaničku energiju turbine. Aerodinamika jedne vjetroturbine u usporedbi s drugom može se znatno razlikovati. Aerodinamika znatno ovisi o vrsti turbine ali postoje neki temeljni koncepti koji se primjenjuju na sve turbine. 
Općenito sve se turbine mogu podijeliti prema principu rada. Stoga razlikujemo vjetroturbine koje rade na principu uzgona i principu otpornog djelovanja. Najčešće korištena izvedba je vjetroturbina s vodoravnom osi. To je uzgonom pogonjena vjetroturbina s jako dobrim svojstvima, u skladu s tim popularna je za komercijalnu upotrebu te puno je istraživanja provedeno za nju. U drugom dijelu 20. stoljeća bila je još popularna Dareniusova vjetroturbina ali danas se rijetko koristi. Najzastupljenija vjetroturbina koja radi na principu otpornog djelovanja je Savoniusova vjetroturbina koja se unatoč lošoj učinkovitosti koristi zbog svoje robusnosti i jednostavnosti izrade i održavanja.

## Općenita aerodinamička razmatranja
Osnovni izraz za snagu dan je ispod:
{\displaystyle P={\vec {F}}\cdot {\vec {v}}}
gdje je: P - snaga, F - sila, v- brzina
Sila je posljedica međudjelovanje vjetra s lopaticom. Primarni fokus aerodinamike vjetroturbine je raspodjela i veličina sile po lopatici. Najpoznatija aerodinamička sila je sila otpora, a uz pomoću nje rade vjetroturbine s okomitom osi. Kako raste brzina strujanja tako raste i sila otpora.
Kako bi mogli pretvoriti kinetičku energiju vjetra u mehaničku energiju lopatica kod vjetroturbina s vodoravnom osi potrebna nam je druga aerodinamička sila, a to je sila uzgona. Površine lopatica obično su okomite na smjer strujanja. Pomoću ovog tipa vjetroturbine moguće je znatno više energije izvući iz fluida nego uz pomoć vjetroturbina s okomitom osi.

### Sila otpora
Javlja se prilikom gibanja tijela kroz fluid te djeluje u suprotnom smjeru od gibanja tijela, a poklapa se s negativnim smjerom brzine. Kako bi objasnili silu otpora uzmimo za primjer tijelo koje se giba kroz zrak jednolikom brzinom {\displaystyle v_{\infty }}. Ako odaberemo nepomični i nepromjenjivi kontrolni volumen, čini nam se da tijelo stoji, a da zrak struji preko njega tj. kroz kontrolni volumen u suprotnom smjeru od smjera gibanja tijela.
Pretpostavimo da je to tijelo naša lopatica kao što je na slici 2. Postavimo Bernoullijevu jednadžbu na prednjem dijelu lopatici i dovoljno daleko od nje. Gdje "1" predstavlja prednji kraj, a "2" mjesto dovoljno daleko tako da imamo neporemećeno strujanje zraka.
{\displaystyle \ z_{1}+{p_{1} \over \rho g}+{v_{1}^{2} \over 2g}=z_{2}+{p_{a} \over \rho g}+{v_{\infty }^{2} \over 2g}}
Gdje je: z - geodetska visina, p - tlak, {\displaystyle \rho } - gustoća fluida, g - gravitacijska konstanta
U gornjoj jednadžbi možemo zanemariti geodetske visine jer su one približno jednake te za točku "1" uzmimo točku zastoja, tako da nam je u njoj brzina jednaka nuli, a u točki "2" neka imamo brzinu neporemećenog strujanja {\displaystyle v_{\infty }} iz toga slijedi:
{\displaystyle \ {p_{1}}={p_{2}}+{v_{\infty }^{2}\rho  \over 2}}
Kao što vidimo iz gornjeg izraza statički tlak u točki "1" je jednak zbroju statičkog i dinamičkog tlaka u točki "2". Razlikom tlakova dobijemo:
{\displaystyle \ {p_{M}}={v_{\infty }^{2}\rho  \over 2}}
gdje je {\displaystyle \ {p_{M}}} predstavlja razliku tlakova u točki "1" i "2"
Uvedimo izraz za silu
{\displaystyle F=p\cdot \ A}
gdje je: F- sila, p - tlak, A- površina
Uvrštavanjem sile za tlak u silu za silu dobijemo silu otpora:
{\displaystyle \ {F}={1 \over 2}{v_{\infty }^{2}}{\rho }{A}}
Međutim poznato je da sila otpora ovisi o još faktora koji nisu obuhvaćeni gornjom jednadžbom kao što oblik tijela, viskoznost, tekstura itd. Zato uvodimo koeficijent otpora  {\displaystyle \ {C_{D}}} koji obuhvaća te faktore. Te se može izračunati prema izrazu
{\displaystyle \ {C_{D}}={konst. \over R_{e}}}
ovo je dokazano eksperimentima i vrijedi za optjecanje bilo kojeg tijela, a konstanta ovisi o obliku tijela. Stoga konačni izraz za silu otpora koju ćemo označiti s D glasi
{\displaystyle \ {D}={1 \over 2}C_{D}{v_{\infty }^{2}}{\rho }{A}}

### Sila uzgona
Javlja se pri opstrujavanju nesimetričnih tijela i pri opstrujavanju simetričnih tijela čiji se smjer vektora brzine ne poklapa s osi simetrije, a okomita je na smjer brzine. Analiza je slična kao i za otpor stoga zato ćemo samo napisati konačan izraz
{\displaystyle \ {L}={1 \over 2}C_{L}{v_{\infty }^{2}}{\rho }{A}}

## Karakteristični parametri
Vjetroturbine dolaze u različitim veličinama kao što možemo vidjeti na slici 1. Jednom kada je instalirana i puštena u rad bit će izložena širokom spektru uvjeta. Takva varijabilnost uvjeta otežava nam usporedbu različitih tipova vjetroturbina. Kako bi se mogli nositi s time primjenjujemo dimenzijsku analizu na različita fizikalna svojstva i svodimo ih na bezdimenzijski oblik. Jedna od odlika bezdimenzijskog oblika je ta da geometrijski slične turbine će davati isti bezdimenzijski broj dok će zbog drugih utjecajnih faktora imati veoma različita dimenzijska svojstva. Upravo zbog toga nam je omogućeno uspoređivanje vjetroturbina različitih veličina pri različitim radnim uvjetima i sl.
Koeficijent snage je najvažnija varijabla u aerodinamici vjetroturbina. Možemo primijeniti Buckinghamov pi teorem kako bi pokazali da vrijedi donji izraz za bezdimenzijski koeficijent snage. Ovaj izraz je sličan stupnju djelovanja, a vrijednost mu je obično između nula i jedan. Iako je sličan nije baš isti kao stupanj djelovanja jer u radu neke turbine mogu imati koeficijent snage veći od jedan te u tim uvjetima ne bi bio zadovoljen prvi zakon termodinamike.
{\displaystyle C_{P}={\frac {P}{{\frac {1}{2}}\rho AV^{3}}}}
gdje je: Cp koeficijent snage, {\displaystyle \rho } gustoća zraka, A površina, V brzina vjetra.
Koeficijent potiska je još jedan bitan bezdimenzijski broj u aerodinamici vjetroturbina.
{\displaystyle C_{T}={\frac {T}{{\frac {1}{2}}\rho AV^{2}}}}
Osnovni izraz za snagu sadrži dva bitna člana. Prvi je brzina (U). Uobičajeno je za tu brzinu koristiti brzinu na vrhu lopatice i dana je kao umnožak radijusa lopatice i brzine vrtnje vjetroturbine. Taj član je sveden uz pomoć brzine vjetra na bezdimenzijski oblik:
{\displaystyle \lambda ={\frac {U}{V}}}
Vektor sile se sastoji od dvije aerodinamičke sile, uzgona i otpora. Prema tome moramo imati i dva bezdimenzijska parametra. Kako god obje su varijable svedene na sličan način na bezdimenzijski oblik. Izraz za koeficijent sile uzgona je dan ispod, a izraz za koeficijent sile otpora je ispod izraza za koeficijent sile uzgona:
{\displaystyle C_{L}={\frac {L}{{\frac {1}{2}}\rho AW^{2}}}}
{\displaystyle C_{D}={\frac {D}{{\frac {1}{2}}\rho AW^{2}}}}
gdje je: {\displaystyle C_{L}} koeficijent sile uzgona, {\displaystyle C_{D}} koeficijent sile otpora, W je relativna brzina vjetra, A je površina.
Aerodinamičke sile ovise o W, to je relativna brzina vrtnje i može se izračunati prema izrazu dole:
{\displaystyle {\vec {W}}={\vec {V}}-{\vec {U}}}

## Maksimalna snaga vjetroturbine
Sve vjetroturbine pretvaraju energiju iz vjetra u mehaničku pomoću aerodinamičkih sila. Nama su zanimljive dvije aerodinamičke sile, a to su sila otpora i sila uzgona. Smjer sile otpora je paralelan sa strujanjem vjetra dok je smjer sile uzgona okomit na smjer strujanja. Vjetroturbine koje rade uz pomoć sile otpora su jednostavne ali nedostatak im je mali stupanj djelovanja.

### Maksimalna snaga otporom pogonjenih vjetroturbina
Uvrštavanjem u osnovni izraz za snagu vrijednosti za silu otpora iz izraza (CD) te izraza za relativnu brzinu dobijemo izraz za snagu vjetroturbina pogonjenih otporom.
{\displaystyle P={\frac {1}{2}}\rho AC_{D}\left(UV^{2}-2VU^{2}+U^{3}\right)}
pomoću izraza za koeficijent otpora i izraza za omjer brzina možemo prikazati snagu otpora u bezdimenzijskom obliku:
{\displaystyle C_{P}=C_{D}\left(\lambda -2\lambda ^{2}+\lambda ^{3}\right)}
Gornja jednadžba postiže maksimalnu vrijednost za {\displaystyle \lambda =1/3}, a to se može i matematički lako
dokazati što tu neće biti rađeno. Možemo uočiti da će snaga postići veće vrijednosti za {\displaystyle \lambda >1}. Pri takvim okolnostima skalarni produkt u osnovnom izrazu za snagu nam daje negativan rezultat jer je relativna brzina strujanja onda negativna. Prema tome zaključak je da je maksimalna snaga dana prema izrazu:
{\displaystyle C_{P}={\frac {4}{27}}C_{D}}
Eksperimentalno je dokazano da je najveći {\displaystyle C_{D}} jednak 1,2 prema tome najveći {\displaystyle C_{P}} je približno 0,1778

### Maksimalna snaga uzgonom pogonjenih vjetroturbina
Postupak kako bi dobili maksimalnu snagu uzgonom pogonjenih vjetroturbina je sličan s nekim izmjenama. Prvo moramo prepoznati da je otpor uvijek prisutan prema tome ga ne možemo ignorirati. Bit će pokazano da zanemarivanjem otpora kao rezultat dobijemo beskonačnu snagu. Takav rezultat je netočan pa stoga mi nećemo zanemariti otpor. Kako bi dobili izraz za snagu koristit ćemo jednadžbe kao i u prethodnom razmatranju ali dodajemo još jednu dodatnu, a to je (CL):
{\displaystyle P={\frac {1}{2}}\rho A{\sqrt {U^{2}+V^{2}}}\left(C_{L}UV-C_{D}U^{2}\right)}
kako bi si olakšali zapis koeficijenta snage uvodimo novi parametar {\displaystyle \gamma =C_{D}/C_{L}} koji je također bezdimenzijski
{\displaystyle C_{P}=C_{L}{\sqrt {1+\lambda ^{2}}}\left(\lambda -\gamma \lambda ^{2}\right)}
Pronalaženje optimalnog omjera brzina je otežano zbog ovisnosti o {\displaystyle \gamma } i činjenici da je omjer optimalne brzine rješenje kubnog polinoma. Možemo primijeniti numeričke metode kako bi odredili omjer brzina i odgovarajući koeficijent snage u ovisnosti o {\displaystyle \gamma }. Primjeri rješenja dana su u tablici koja slijedi. 
| {\displaystyle \gamma } | Optimal {\displaystyle \lambda } | Optimal {\displaystyle C_{P}} |
| ----------------------- | -------------------------------- | ----------------------------- |
| 0,5                     | 1,23                             | 0,75 {\displaystyle C_{L}}    |
| 0,2                     | 3,29                             | 3,87 {\displaystyle C_{L}}    |
| 0,1                     | 6,64                             | 14,98 {\displaystyle C_{L}}   |
| 0,05                    | 13,32                            | 59,43 {\displaystyle C_{L}}   |
| 0,04                    | 16,66                            | 92,76 {\displaystyle C_{L}}   |
| 0,03                    | 22,2                             | 164,78 {\displaystyle C_{L}}  |
| 0,02                    | 33,3                             | 370,54 {\displaystyle C_{L}}  |
| 0,01                    | 66,7                             | 1481,65 {\displaystyle C_{L}} |
| 0,007                   | 95,23                            | 3023,6 {\displaystyle C_{L}}  |

Eksperimenti su pokazali da je razumno postići omjer koeficijenta otpora i uzgona {\displaystyle \gamma } od približno 0,01 pri koeficijentu uzgona {\displaystyle \ {C_{L}}} od 0,06. To bi nam dalo koeficijent snage {\displaystyle \ {C_{P}}} od približno 889. Što je znatno bolje od najbolje otporom pogonjene vjetroturbine, stoga zaključujemo da su uzgonom pogonjene vjetroturbine povoljnije.
Potrebno je napomenuti da površina A u izrazu za koeficijent snage {\displaystyle \ {C_{P}}} nije uvijek ista kao u izrazima za silu uzgona i silu otpora. Obično kod koeficijenta snage površina A obuhvaća područje koje opišu lopatice rotora prilikom gibanja. Kod koeficijenta sile uzgona i otpora površina A je površina presjeka lopatice. Ove dvije površine se vrlo malo razlikuju kod otporom pogonjenih turbina. Kako bi mogli uspoređivati dobivene rezultate temeljene na uzgonu i temeljene na otporu koristimo površinu presjeka krila za bezdimenzijski koeficijent snage. Rezultat možemo prikazati kao snaga po jedinici materijala. S obzirom na to da materijal predstavlja ukupni trošak vjetroturbine ( vjetar je besplatan), takva varijabla je dobra za usporedbu,
Postoji nekoliko pojednostavljenja u analizi. Bilo koji uzgonom pogonjeni stroj (uključujući i letjelice) s konačnim krilima uzrokuje poremećaj u strujanju koji utječu na dolazni tok i stvara inducirani otpor. Ovaj fenomen postoji kod vjetroturbinama ali je zanemaren u ovaj analizi, Uključivanje induciranog otpora zahtjeva informacije specifične za oblik turbine, U ovim slučajevima je očekivano da će biti niže vrijednosti optimalnog omjera brzine i optimalni koeficijent snage. Analiza se fokusira na aerodinamički potencijal ali zanemaruje konstrukcijski aspekt.  U stvarnosti optimalna izvedba vjetroturbine je kompromis između aerodinamičke i konstrukcijske izvedbe.